# ポケットモンスター (穴久保幸作の漫画)
『ポケットモンスター』は、ゲームソフト『ポケットモンスター』を原作とした穴久保幸作による漫画作品。同ゲームでは初のコミカライズ作品でもある。『別冊コロコロコミック』1996年4月号から『ふしぎポケモン ピッピ』というタイトルで連載を開始し、同年8月号まで掲載。その後タイトルを『ポケットモンスター』に改めた上で『月刊コロコロコミック』に移籍する形で1996年9月号から2019年11月号まで連載。『別冊コロコロコミック』の方でも1997年2月号から改めて再開し2021年4月号まで掲載された。『コロコロアニキ』でも2016年の第7号および2018年冬号で読み切りとして掲載された後、2018年夏号より『ポケットモンスター アニキ編』の連載が開始され、同誌が休刊する2021年春号まで掲載された。現在は『アニキ編』が『コロコロオンライン』でWEB連載として継続中。
『ポケットモンスター』を題材とした漫画作品は複数存在するため、固有のタイトルを持たない本作は作者の名を取って「穴久保版」や作中でピッピが発する悲鳴に因んで「ギエピー」などと呼んで区別することがある。

## 概要
主人公のレッドがポケモン図鑑を完成させるために旅立ち、その道中で相棒のピッピが騒動を巻き起こしていくギャグ漫画である。ゲーム中では愛らしい外見でピカチュウやプリンと並ぶ人気があるという設定のピッピを「デブで大食いなギャグポケモン」と描いている他、コメディや下ネタも取り入れた独特のセンスは長く支持を集め、2019年に『コロコロコミック』での連載が終了した時点では『スーパーマリオくん』に次ぐ長寿漫画であり、ポケモンの漫画作品としては最も息が長い。2002年の『ポケットモンスター ルビー・サファイア』発売以降は漫画の方も最新作に合わせて改題していた。初期から中期にかけてはゲームをある程度踏襲した内容だが、D・P編辺りからゲームとは独立した話が目立っている。
一度、アニメ『ポケットモンスター アドバンスジェネレーション』第86話「映画はバクーダに乗って!!」で、サトシの“昔見て面白かった映画”の回想で、この作品のレッド（声 - 大谷育江）、ピッピ（声 - 山口眞弓）、ピカチュウの3人（正確には1人と2匹）が登場している。

### ゲームとの相違点
- この作品はゲーム本編やアニメ版などと大きく設定が違う描写が多い。例として、ほぼ全てのポケモンが人間の言葉を理解でき、文字を読んだり人と話したりすることができる。また、進化の石を使うポケモン以外は自由に進化したり元に戻っており、半ば変身のような扱いと化している。作品初期においては、生息していないところに生息しているポケモン（例として、旅立ち当初の森にミュウツーらしきポケモンが登場している）や既存をモデルにしたオリジナルともいえるポケモンなどが存在していた。このように荒唐無稽で強引な展開は多いが、むしろそれが作品の特徴とも言える。
- ピッピとピカチュウが従兄弟という設定が連載開始当初では説明がつかなかったが、金銀でポケモンの卵が登場してからは、同じタマゴグループのポケモンやメタモンが親の場合は別な種類のポケモンでも親戚にはなる（ただし、ゲーム中では「親子」であると明示はされない）と新たに設定されており、この追加設定が本作の内容に合致する結果となった事から、この作品の独自描写としては珍しく公式設定に基づいての説明がつく。なお、ゲーム上ではピッピとピカチュウは同一のタマゴグループに属している。似たような例としてサカキ兄弟の所持するサワムラーとエビワラーの兄弟設定があるが、これもバルキーの存在によって辻褄が合うようになった。
- このような作品となった理由として、2017年12月17日にニコニコ生放送で公開された「コロコロ生アニキ#6〜ギエピー襲来〜」にて、連載開始当時参考にできる資料がほとんど無い状態で始めた為であると穴久保自身に語られている。編集部から連載開始を告げられるまで穴久保もポケモンについて全く知らず、渡された資料ではフシギダネ、ヒトカゲ、ゼニガメ、ピッピ、ピカチュウの5匹しか分からない、モンスターボールの設定すらないという状態で描き始めた結果、このような特徴的な作風になったという[1]。

## 登場キャラクター

### 主要キャラクター
ピッピ♂
主人公。ようせいポケモン。元々はピッピ村というピッピだけの村に住んでいた。トキワの森で野生のポケモンに襲われているレッドと出会い結果としてレッドを助ける形となる、その後オーキド研究所でレッドと再会した際に恩返しとしてパートナーに選ばれ旅を共にするがトラブルメーカーとしてぞんざいに扱われている。怒ったときに飛ぶことができたが、後に太ったことが原因で飛べなくなってしまう。ボケるたびに、レッドもしくはバルキーやローブシン、ゲストキャラに暴力的にツッコまれている。一人称は「ぼく」だったがX・Y編からは「おれ」に変わっている。語尾に「ッピ」を付けてしゃべる。笑い声は「ピハハハハハ」。
一度だけ進化形態のピクシーになったが、ピッピの時とは比べ物にならない圧倒的な強さとなった（しかし、パワーアップ目的で大量に月の石を摂取した結果じいさんポケモンとなってしまった）後期になるとツッコミキャラになりつつある。泥棒になる夢を見た時は「泥棒は嫌だ」と主張していたが、ケルディオを引き止める際には平気で泥棒になりすましている。
レッド
本名「赤井 勇（あかい いさむ）」。マサラタウン出身。オーキド博士にポケモン図鑑完成を任され、幼馴染でライバルのグリーンと競いながら旅をする。しかしピッピのおかげで図鑑完成は程遠い。それでも151匹のカントー図鑑は完成に至っており、ポケモンリーグを制すなど優秀なトレーナーであるともいえる。口調は悪く乱暴な性格だが、悪事は許さない熱血漢。女好きでもあり、美女が絡むとピッピ以上に暴走することもある。「予防注射に耐える為には筋肉トレーニングが一番」だとどこかずれているところがある。
最初こそはピッピを気に入り、オーキド博士の忠告を無視し、パートナーに加えたがすぐに後悔して毎回邪魔者のようにぞんざいに扱ったり、平然と見捨てる、仕舞いにはいつか捨ててやると宣言するなどコンビとして最悪だが、一度ピッピが死亡したと思われた事件では本気で落ち込んでいた。しかし、再会後もぞんざいに扱っている。一人称は基本的に「俺」。主にツッコミキャラだが、後期からはボケることもある。
ピカチュウ♂
ねずみポケモン。ピッピとは従兄弟の間柄。タケシのコレクションとしてつかまっていたがレッドとピッピに助けられ、以降、旅を共にする。初期は突然脱糞するなど単なるギャグメーカーといった印象が強かったが、次第に性格が変化していく。
間抜けなピッピと違い、特にメカニックな才能は図抜けており、自動車をたったひとりで修理するほどで、度々「天才ピカチュウ」と呼ばれるほどに賢いが、たまにマヌケな言動もある。ほとんどのポケモンたちが人の言葉を話すのに対し、「ピカ」としか喋れない（連載開始当初の鳴き声は「ピチュ」だった）ためピッピが通訳を担当していたがB・W編8話からは括弧書きで会話が記載されるようになった。一度だけオーキド博士が開発した蝶ネクタイ型無線で人間の言葉を話したことがある。ただし初期の脱糞シーンでは「う〜〜〜ん。」というセリフがある。ピッピ共々一度雷の石でライチュウに進化している。
この他第1話に別個体と思われる野生のピカチュウが登場している。
リーリエ
サン・ムーン編で登場した新米トレーナー。旅を始めたばかりで不安だったところを彼女に一目惚れしたレッドに誘われ、旅を共にすることになる。
礼儀正しく心優しい性格だが、頭に血が上りピッピを武器にして振り回したり、浮世離れした言動で周囲を振り回すような一面もある。一人称は「わたし」で、語尾に「ですです」を付ける。
前述の通りレッドに惚れられているものの、彼のスケベじみた暴走にはかなり迷惑がっている。

### その他のレッドのポケモン
現在のポケモン
モクロー・ニャビー・アシマリ・ミミッキュ
レッドの新しい仲間。
別れたポケモン
ローブシン
レッドが新たに仲間にした、バルキーに代わるかくとうタイプのポケモン。仲間にした理由は、元トレーナーの修理屋に間違えて神殿を作ってしまいクビにされ、ピッピが「困っているポケモンを放っておけない」と助け舟を出したためである（本当の理由は金目当てであるが）。軽い性格で「いーよ」が口癖。それ以降、登るのに何年以上もかかる高い塔を作ったり、重い飛行機を軽々と持ち上げたり、誘導員になったり、ピッピの目を覚ますように殴ったり（実際は気絶した）など活躍している。2014年1月号で何の予告もなく1人旅に出て、レギュラーメンバーから外れた（この号からXY編になっている）。
ハリマロン・フォッコ・ケロマツ
レッドの古い仲間。ピカチュウ同様に人間の言葉をしゃべれないが、レッドには多少分かるらしい。絶賛ピッピの悪い影響を受けている。レッドはケロマツがお気に入り（作中でもケロマツの出番が多い）。
バルキー♂
けんかポケモン。元々は大好きクラブのおじさんのポケモンだったが、トゲピーとの交代という形で勝手にレッド達の旅に付いて来る。最初はレッドたち（特にピッピ）は旅を共にするのを嫌がっていた上に、凛々しい顔をしていた。芸術に天才的才能がある。なにかと気弱な面もある。ピッピ、ピカチュウよりも女の子にもてるが、結局は失恋となる。語尾に「 - バル」を付けてしゃべる。電車、自転車オタクでもある。HGSS編最終回にて進化をしたら故郷に帰るという約束を仲間としていたため故郷へ帰った。
トゲピー
ハリたまポケモン。「チョキプリリ」しか喋れない。ウツギ博士からもらった卵から孵ったが、大好きクラブのおじさんにバルキーと引き換えに託される。
その他のポケモン
グレイシア
レッドが赤ん坊の頃、ポケモンセンターに預けられたと思われていたが、実はレッドのポケモンではない。『コロコロコミック』では、これがきっかけでポケモンバトリオのパックが付録となった。性別は不明だが、メスのような話し方が特徴。
アーボック
レッドが赤ん坊の頃、ポケモンセンターに預けていたポケモン。レッドと再会できて喜んでいたが、ピッピたちは嫌がっていた。バトリオのパックの付録にはなっていない。
カイリキー
正確にはピッピの知り合い。ポケモン運動会でカビゴンを引っ張る競技に、ピッピが｢ついに進化した｣と言って隠れてピッピに協力。カビゴンを引っ張るというより、ハンマー投げのように遠くまで投げ飛ばすほどの実力を見せたが、結局バレてピッピにはゴローニャに押しつぶされる罰を受けた。その後はピッピが操るでかい顔のロボットとして登場。

### ライバル
グリーン
本名「緑川 開（みどりかわ かい）」。レッドの幼馴染でライバル。マサラタウン出身。オーキド博士の孫。レッドに意地汚い手を使うことが多いが、フレンドリィショップに強盗に来たゴーリキーを捕まえた時にその実力を認めたり、ピッピが行方不明になって悲しむレッドを慰めたりと稀に善人としての一面を伺わせる。ポケモン図鑑は着々と完成に近づいている。ポケモン運動会のときには、砲丸投げの砲弾の中にビリリダマを仕込んだ。フスベジムリーダーのイブキに敗北してから、作中にはしばらく登場しなくなっていたが、B・W編でチャンピオンとして再登場を果たしている。
ヒトカゲ
とかげポケモン。オーキド博士から貰うポケモンの中の1匹。選んでくれたグリーンと旅を共にする。ピッピとは性格は正反対で、非常に優秀なポケモン。語尾に「 - カゲ」を付けてしゃべる。現在ではリザードンに進化し、口癖も「 - ドン」になった。また最初期では自由にヒトカゲ、リザードンの姿を交互に切り替えることができた。グリーンと一緒に悪事を働くことも。
リザードン
グリーンのヒトカゲの進化した姿。ヒトカゲからリザードを飛ばし、いきなりリザードンに進化した（本来はヒトカゲ、リザード、リザードンという順番で進化する）。初期には前述の通り自由にヒトカゲの姿に戻ることもあった。主に力を使って活躍する（460キロのカビゴンを引っ張るなど）。レッドの手に入れた「マスターボール」を奪うため、自らに羽をつけてフリーザーだと思わせたが、結局最後にはバレた。
ペルシアン
グリーンと共にポケモンNo.1コンテストに出場したポケモン。元はニャースで、演技のためペルシアンに進化した。ピッピに馬鹿にされ、引っかき攻撃をおみまいした。
イワーク
バナナリーグでグリーンの切り札として登場。トゲピーのバリヤーを壊すが、それに泣いたトゲピーの涙を浴びて敗北した。
コイル
ヒトカゲが砲丸投げに使ったポケモン。ピカチュウの磁石で引き寄せられ、失格となった。

### その他の主要キャラクター
オーキド博士

マサラタウンにあるオーキド研究所でポケモンの研究をしている博士。若い頃はポケモン図鑑完成の旅をしていたが、年齢のせいか体力の限界を感じ引退し、博士となった。図鑑完成をレッドとグリーンに任せる。初期はハゲでカツラを被っていたが、後に10円ハゲで悩んでいる。車を持っている。図鑑のデータを集めていないレッドをパンチングマシンで殴る等辛抱な性格だが、ピッピにピッピレンジャースーツと間違えて自分のブリーフパンツを被せる等間抜けな所もある。
ウツギ博士
ワカバタウンの研究所にいる博士。オーキド博士と共同で生活しており、食事などもウツギ博士が作っている。
ブルー
洋館に両親と共に住む少年。ゲンガーに取り付かれ根暗な性格となっていた。ただし、レッドたちによってゲンガーを退治された後は、魚を捕るなど外に出るようになったが内面はあまり変わっていない。自分の部屋は24時間中真っ暗で灯りは1本のロウソクのみである。ブルートレイン、ブルーインパルス、ブルース・リーなど、「ブルー」のつく物をコレクションする趣味がある。カメックスを持っている。
ゼニガメ
かめのこポケモン。オーキド博士から貰うポケモンの中の1匹。選んでくれたブルーと旅を共にする。「 - カメ」が口癖。現在はカメックスに進化した。
ドードー
空を飛ぶマシンをつけてカメックスを飛ばせていた。2匹いる。
イエロー
髪の毛から靴、下着までもが黄色づくめの少年。レッド同様にピカチュウを持っており、レッドに成りすまして悪事の限りを尽くしていた。彼のピカチュウはレッドのものより目つきがやや悪く、「なみのり」が使える。
サナ
プラターヌ博士

### その他
サカキ
ロケット団のボス。実は双子の兄弟で、外見や名前どころか職業までもが同じ。ポケモンを100匹以上持っている。
サワムラー
キックポケモン。サカキの兄が持っている。エビワラーの兄。キックは強いが、いつもピッピに負けている。口がある。
エビワラー
パンチポケモン。サカキの弟が持っている。サワムラーの弟。パンチは強いが、いつもピッピに負けている。ダイエットを気にしている。激怒したピッピによってエビフライにされたことがある。
ニャース
ばけねこポケモン。アニメ版と同じくロケット団のポケモンで、語尾に「 - ニャ」がつく。
ポリゴン
シルフカンパニー社長（エリカの父）が開発した人工ポケモン。ピッピにはち〇このポケモンと馬鹿にされ、サイケ光線でピッピを攻撃した。最後はサカキの持っていたリモコンがピカチュウに壊されたため、全て機能停止した。
メタモン
サカキがレッド達を騙すためにピッピに変身させた。変身した後はピッピを騙って注文されたラーメンをニョロボンにわざとかけたり、シェルダーを注文されたサザエの壷焼きにしようとしたり、ラーメンを注文した客に放屁、お化け屋敷の一員だったゴースを負傷させるといった悪事を行うが、後にピッピと大食い対決で敗北。元に戻ってギブアップした。
マグマッグ
ロケット団のポケモン。体から発射される炎は、ラプラスの水を蒸発させるほどだが、トゲピーの涙を浴びて固まった。
カイリキー
元々は身寄りのない所をサカキに拾われた。サカキに対しての忠誠心は厚く、日々過酷なトレーニングをこなす事で恩義だと信じて疑わないが、次男ゴーリキーと三男ワンリキーからはロケット団の考えに疑問を抱いている。レッドからも「利用されてるだけ」と言われ激怒して殴る（しかし、殴られたのはピッピだった）。
サイドン
サカキがジムで使用したポケモン。ピッピに「上野西郷どん」と間違えられた。角ドリルやパワーでピッピを追い詰めるが、ピッピによって角にプロペラをつけられ飛んでいった。
ニドキング
こちらもサカキがジムで使用したポケモンでピッピいわく「サカキのポケモンNO.1」。サイドン以上のパワーを誇り、ピッピやピカチュウの攻撃も物ともしない。しかし、ピッピはニドクインの着ぐるみを着て対等に戦うはずが、ニドキングが好みのタイプだったため我を忘れジムを壊してしまった。
金之助（きんのすけ）、銀次郎（ぎんじろう）
姿はそれぞれ『金・銀』の主人公・ライバルである。
マサキ夫妻
ポケモンの研究をしている人物。連載初期ではポケモンと人間を合成する実験に失敗してしまいマサキは見たことのないポケモンに、マサキの妻はミュウの姿になってしまった。月の石を使って元に戻った。人間の姿はマサキの妻は若い美人の女性であるが、マサキは毛深く原始人のような中年男性だったが、途中で他の作品と同じ容姿になった。また、ミュウは夫人のポケモン化した姿のはずだったが、いつのまにか夫人の所持するポケモンということになった。
ミュウ
最初はマサキの妻が変身した姿で登場したが、途中でマサキ夫人のポケモンとなっていた。
ミュウツー
サカキの命令でマサキがミュウを使って生み出してしまった最強のポケモン。ピッピに遺伝子を取らせて以降、ライバルとなった。最後はピッピの遺伝子が乗り移ってしまい、ギャグポケモン「ミュウスリーピッピ」と化してしまった。
ちんみ
連載初期から登場している謎のキャラクター。穴久保作品全般に登場し、前作『おれは男だ! くにおくん』にも頻繁に登場していた。口癖は「 - ニャ」で、『コロコロ』の読者コーナーで存在が指摘された直後に「新種のポケモン?」と表示されたことがある。由来は当時作者が飼っていた猫の名前から。
一輝
『ポケットモンスター ダイヤモンド・パール』のライバル。手持ちポケモンはヒコザル、パルキア、デオキシス。特に彼のパルキアとデオキシスは戦闘力が高い。名前は「かずき」と書かれているときと「いっき」と書かれている時期があったが、どちらが正しいかは不明。
アララギ博士
本作初の女博士。「お姉さん」と呼ぶと上機嫌になる。怒ると怖く、ピッピに「おばさん」と呼ばれた際は電話帳を真っ二つに破り裂いていた。
アデク
マラソン大会で優勝するためにランニングシューズを探していたときに偶然現れたチャンピオン。レッドたちにランニングシューズを貸したが、しばらく使っていなかったため臭く、その臭いでレッドたちが倒れた際は逃げた。ピッピとイッシュ四天王のカレー対決の審査員としても登場したが、どっちのカレーも不味いと酷評し、レトルトカレーを作ったピカチュウが一番だと評価した。
ビクティニ
　特性「しょうりのほし」でピッピの敵チームに高得点を与える程の応援力を持つ。最後はヤケクソになったピッピとの椀子蕎麦対決に敗北したが、ピッピが大損することを最初から想定していた。
メロエッタ
映画の大スター。ピッピに振り回されるも、ステップフォルムに変身して難を逃れた。
ケルディオ
話題のヒーローとも呼ばれる真面目な性格。但し、学校で野宿をしたり、給食の後に歯磨きをしたりする等どこかずれている。レッドの頼みごとを受けたピッピに引き止められたが、結局は帰ってしまった。作中では「かくごのすがた」には覚醒していない。
ダンデ
ガラル地方のポケモンチャンピオンだが幼馴染・ソニアの家に居候し怠惰な生活を送っている。ゲームとは異なり言うことを聞かないポケモンは容赦なく捨てる性格になっている。

## 書誌情報
- 『ポケットモンスター』
  1. 1996年11月28日発売、ISBN 4-09-142511-9
  2. 1997年5月28日発売、ISBN 4-09-142512-7
  3. 1997年9月27日発売、ISBN 4-09-142513-5
  4. 1998年2月26日発売、ISBN 4-09-142514-3
  5. 1998年7月28日発売、ISBN 4-09-142515-1
  6. 1999年1月28日発売、ISBN 4-09-142516-X
  7. 1999年7月28日発売、ISBN 4-09-142517-8
  8. 1999年10月28日発売、ISBN 4-09-142518-6
  9. 2000年5月27日発売、ISBN 4-09-142519-4
  10. 2000年12月25日発売、ISBN 4-09-142520-8
  11. 2001年12月25日発売、ISBN 4-09-143011-2
  12. 2002年4月25日発売、ISBN 4-09-143012-0
  13. 2002年10月25日発売、ISBN 4-09-143013-9
  14. 2003年4月28日発売、ISBN 4-09-143014-7
- 『ポケットモンスターR・S編』
  1. 2003年8月28日発売、ISBN 4-09-143121-6
  2. 2004年2月28日発売、ISBN 4-09-143122-4
  3. 2004年7月28日発売、ISBN 4-09-143123-2
  4. 2005年5月27日発売、ISBN 4-09-143124-0
  5. 2005年10月28日発売、ISBN 4-09-143125-9
  6. 2006年5月26日発売、ISBN 4-09-140148-1
- 『ポケットモンスターD・P編』
  1. 2007年1月26日発売、ISBN 978-4-09-140280-6
  2. 2007年9月28日発売、ISBN 978-4-09-140353-7
  3. 2008年7月19日発売、ISBN 978-4-09-140660-6
  4. 2009年2月26日発売、ISBN 978-4-09-140756-6
  5. 2009年10月28日発売、ISBN 978-4-09-140850-1
- 『ポケットモンスターHG・SS編』
  1. 2010年6月28日発売、ISBN 978-4-09-141069-6
  2. 2011年1月28日発売、ISBN 978-4-09-141199-0
- 『ポケットモンスターB・W編』
  1. 2011年8月26日発売、ISBN 978-4-09-141309-3
  2. 2012年5月28日発売、ISBN 978-4-09-141447-2
  3. 2012年12月28日発売、ISBN 978-4-09-141567-7
  4. 2013年8月28日発売、ISBN 978-4-09-141670-4
- 『ポケットモンスターX・Y編』
  1. 2014年4月26日発売、ISBN 978-4-09-141746-6
  2. 2014年11月28日発売、ISBN 978-4-09-141827-2
  3. 2015年7月24日発売、ISBN 978-4-09-142025-1
  4. 2016年3月28日発売、ISBN 978-4-09-142156-2
  5. 2016年10月28日発売、ISBN 978-4-09-142225-5
- 『ポケットモンスター サン・ムーン編』
  1. 2017年11月28日発売[2]、ISBN 978-4-09-142636-9
  2. 2018年9月28日発売[3]、ISBN 978-4-09-142806-6
  3. 2020年2月28日発売[4]、ISBN 978-4-09-143146-2
  4. 2020年2月28日発売[5]、電子書籍のみ
- 『ポケットモンスター アニキ編』
  1. 2021年6月11日発売[6]、ISBN 978-4-09-143325-1
  2. 2023年8月28日発売[7]（『ソード・シールド編』も収録）、ISBN 978-4-09-143636-8